# Oecophylla superba
Espèce
Oecophylla superba est une espèce fossile d'insectes Hyménoptères fourmis tisserandes de la tribu des Oecophyllini (sous-famille des Formicinae, famille des Formicidae).

## Classification
L'espèce Oecophylla superba est décrite en 1937 par le paléontologue français Nicolas Théobald (1903-1981) dans sa thèse,. 

### Fossiles
L'holotype R402  + R411, de l'ère Cénozoïque, et de l'époque Oligocène inférieur ou Rupélien (33,9 à 28,1 Ma) vient de la collection Mieg, collection conservée au Musée d'histoire naturelle de Bâle. Ce spécimen proviennent du gisement de Kleinkembs éocène, dans le Bade-Wurtemberg, au sud de la frontière franco-allemande du Rhin. Il a deux cotypes R375, 79 de la même provenance que l'holotype.

### Étymologie
L'épithète spécifique superba signifie en latin « fier ».

## Description

### Caractères
La diagnose de Nicolas Théobald en 1937, : 

« Insecte  de grande taille, corps brun roux, ailes transparentes. Pattes claires. Tête large ; bords arrondis ; yeux grands et bombés, de forme ovale. Trois ocelles visibles sur le vertex ; clypeus arrondi à l'avant ; mandibules avancées en museau, avec un bord masticateur denté ; antennes coudées, insérées un peu en arrière du clypeus ; scape dépasse le bord postérieur de la tête ; funicule pluriarticulé (visible sur (R375 et 79). Cou net. Thorax massif ; mésonotum en disque, surplombant le pronotum ; scutellum large ; post-cutellum arrondi à l'arrière. Pétiole nodiforme, un seul segment renflé. Abdomen volumineux, ovoïde, la plus grande longueur se trouvant dans la partie antérieure ; cinq segments ; par transparence on devine l'orifice circulaire du cloaque. Pattes fortes et longues. Ailes grandes, dépassant l'extrémité de l'abdomen ; pas de cellule discoïdale ; une cellule radiale se rétrécissant progressivement vers le sommet ; nervure cubitale légèrement sinueuse ; stigma allongé, peu large. ».

### Dimensions
La longueur totale est de 14,75 mm, les ailes ont une longueur supérieure à 16 mm.

### Affinités
« L'attribution de cet échantillon à la tribu des Camponotini ne saurait faire de doutes, étant donné la structure du corps et des ailes. Il semble très voisin de Oecophylla smaragdina Fabr., dont nous avons pu étudier des échantillons au Muséum. Förster a décrit de Brunnstatt une aile pour laquelle il a créé une nouvelle espèce : Oecophylla praeclara. Bien que cette aile ait une taille de 24 mm, nous croyons qu'elle doit être attribuée à la même espèce. Nous possédons de Brunnstatt un fragment d'aile antérieure identique à celle d’Oecophylla superba. Formica obesa radobojana Heer, de Radoboj, est d'après Mayr semblable sinon identique à Oecophylla smaragdina. Ces formes appartiennent toutes au phyllum d’Oe. smaragdina. ».

## Biologie
« Le g. Oecophylla vit dans l'Inde, la Malaisie, l'Australie et l'Afrique tropicale. Oecophylla smaragdina vit dans l'Indoustan, l'Indochine, à Ceylan et dans les Iles de la Sonde (Emery, Bingham). Ce sont des fourmis sociales. ».

## Galerie
- Quelques espèces vivantes du genre Oecophylla.
- Nid de fourmis tisserandes.
- Nid de fourmis tisserandes.
- Reine de l'espèce type vivante Oecophylla smaragdina.

### Publication originale
- [1937] Nicolas Théobald, « Les insectes fossiles des terrains oligocènes de France 473 p., 17 fig., 7 cartes,13 tables, 29 planches hors texte », Bulletin Mensuel de la Société des Sciences de Nancy et Mémoires de la Société des sciences de Nancy, Imprimerie G. Thomas,‎ 1937, p. 1-473 (ISSN 1155-1119 et 2263-6439, OCLC 786027547). .